# Брожець (Нижньосілезьке воєводство)
Брожець (пол. Brożec) — село в Польщі, у гміні Стшелін Стшелінського повіту Нижньосілезького воєводства.
Населення — 290 осіб (2011).
У 1975-1998 роках село належало до Вроцлавського воєводства.

## Демографія
Демографічна структура станом на 31 березня 2011 року:
|          | Загалом | Допрацездатний вік | Працездатний вік | Постпрацездатний вік |
| -------- | ------- | ------------------ | ---------------- | -------------------- |
| Чоловіки | 142     | 25                 | 97               | 20                   |
| Жінки    | 148     | 23                 | 83               | 42                   |
| Разом    | 290     | 48                 | 180              | 62                   |